# 上大人
《上大人》，是自唐朝就有的字帖。

## 歷史
從唐朝到清朝，古中國童子描红习字，常写一種只有二十幾字的的字帖，名為《上大人》，文句大約為：「上大人（上大夫），孔（丘）乙己。化三千，七十士。爾（女）小生，八九子。佳作仁，可知禮也（可知其禮也）。」（括号内为不同版本所用的字）主因为笔划简单，蕴涵基本笔划。
在湖北，當地將《上大人》用於遊戲牌上，稱為上大人牌。
此字帖当是鲁迅笔下孔乙己之名称来历。